# Libre service (album)
Pour les articles homonymes, voir Libre-service (homonymie).
Albums de Maneige
Ni vent... ni nouvelle
(1977)
Libre service est un album du groupe québécois Maneige.

## Historique
Cet album est sorti en 1978. Plus rock que l'album précédent, Ni vent... ni nouvelle, il est nommé pour le prix de l'album de l'année / instrumental au gala de l'Association québécoise de l'industrie du disque, du spectacle et de la vidéo {ADISQ) en 1979. C'est l'album qui permet au groupe de percer au Canada anglais. Il s'est vendu à plus de 20 000 exemplaires.

## Musiciens
Les musiciens qui jouent sur l'album sont :
- Alain Bergeron : flûtes et saxophone alto ;
- Vincent Langlois : piano et percussions ;
- Denis Lapierre : guitares ;
- Yves Léonard : basse ;
- Paul Picard : percussions ;
- Gilles Schetagne : percussions et batterie.
- Jérôme Langlois : percussions

## Liste des pistes
Face 1
1. Troizix 2:35
2. L'envol des singes latins 4:53
3. Les pétoncles 4:55
4. La belle et la bête 3:28
5. Bagdad 1:21
6. Noémi 0:45

Face 2
1. Célébration 2:44
2. La Noce 7:21
3. Toujours trop tard 5:04
4. Miro Vibro 5:46